# BAE Orión (BI-91)
Para otros usos del término, véase Orión (desambiguación).
El BAE Orión (BI-91) propiedad de la Armada del Ecuador, es un buque de investigación hidrográfica y oceanográfica, diseñado especialmente para efectuar trabajos de oceanografía física, biología marina, geología marina, meteorología, medioambiente, levantamientos hidrográficos, prospección sísmica, muestreo de sedimentos y labores de ayuda a la navegación,por lo que está dotado con laboratorios de química, biología, geofísica, hidrografía y oceanografía.

## Principales Misiones Cumplidas
Durante más de 20 años, el BAE Orión ha realizado 94 cruceros hidrográficos y oceanográficos, recorriendo 240 000 millas en más de 40 000 horas de operación. Sus principales comisiones han sido:
- Tres expediciones a la Antártida (1988, 1990 y 1998), cuyos resultados, de enorme interés para la comunidad Antártica, contribuyeron a materializar la adhesión del Ecuador al Tratado Antártico.

- Participación conjunta con el buque alemán R/V SONNE en el proyecto GEOMETEP III, en la investigación de nódulos de manganeso y sulfuros polimetálicos. Los trabajos se efectuaron en el Rift de Galápagos en enero de 1983.

- Participación conjunta en el año 2000 con el R/V NADIR de Francia en la investigación sísmica submarina en el área fronteriza entre Ecuador y Colombia utilizando OBS (Ocean Bottom Seismometer).

- Participación, desde 1998, en Cruceros Oceanográficos Regionales en conjunto con buques oceanográficos de Colombia, Chile y Brasil, Coordinados por la CPPS, con la participación de investigadores esos países.

- Septiembre de 2002, fondeo de las primeras boyas oceánicas en el mar ecuatoriano para la vigilancia de las condiciones oceánicas y atmosféricas del Pacífico Ecuatorial Oriental. Este proyecto contribuirá de manera efectiva al Sistema de Alerta Temprana para desastres naturales de carácter Oceánico - Atmosférico como El Niño.

- El 23 de septiembre de 2010, al culminar el proceso de modernización que fue sometido desde mediados de 2008, parte rumbo a las Islas Galápagos con el objetivo de probar sus nuevos equipos y estudiar el fenómeno de El Niño , Durante su trayecto recolectará datos acerca de la temperatura, salinidad, viento superficial, corrientes, oxígeno disuelto y nutrientes marinos, los cuales serán analizados para obtener datos sobre las condiciones oceanográficas y meteorológicas del mar ecuatoriano.[3]

## Equipos de Navegación
El buque dispone de dos marcos en "A" con una propia Unidad motriz de accionamiento electrohidráulico. Cuenta con un área de laboratorios de 100 mts2 para los laboratorios de hidrografía, oceanografía, química-biología, geofísica y meteorología; así a fin de cumplir las tareas para las que fue diseñado y construido, posee el adecuado y moderno equipamiento para la navegación, propulsión, autonomía y operaciones de cubierta, además y como equipos especializados entre los más importantes cuenta con los siguientes:
Equipos de Hidrografía: Sistema de posicionamiento hidrográfico
DGPS.
- Sistema automático de levantamiento hidrográficos HYPACK.
- Ecosonda hidrográfico ECOTRACK 3200

Equipos de Oceanografía: Ecosonda oceanográfico No.1 RAY-THEON.
Ecosonda oceanográfico n.º 2 RAY-TEON
- Termosalinógrafo Interocean.
- Botellas de muestreo NISKIN
- Batitermógrafo Mecánico Hidrobios.
- Roseta multimuestreadora General Oceanic Mod. 1015-24.

Equipos de Geofísica: XBT-CTD
- Sistema de perfilamiento sísmico EG&G
- Sistema de mapeo de fondo marino SMS EG&G.
- Recolector de muestras de fondo DRAGAS - PISTON CORER.

Equipos Meteorológicos: Facsímile ALDEN.
Equipos de Operación: No.1 8.000 m. Diámetro variable de 6mm a 9mm.
- N.º 2 1.800 m. Diámetro 6,4 mm (CTD).
- N.º 3 700 m. Diámetro 9,5 mm.

Equipos de Comunicación: Sistema INMARSAT (Télex-Teléfono-Fax)
- Central Comunicación interna Transceptor HF JRC 720.
- Teléfono satelital.
- VHF FURUNO.

Equipos de Control: Sistema control vídeo JAVELIN.
- Sistema control vídeo PHILIPS.[3]